# Kubuqi-Wüste
Die Kubuqi-Wüste (庫布其沙漠 / 库布其沙漠,  Kùbùqí Shāmò) ist eine Sandwüste in der Inneren Mongolei in China. Sie liegt auf dem nördlichen Ordos-Plateau,  südlich des Hetao-Gebiets an der großen Biegung des Huang-He-Flusses.

## Beschreibung
Die Kubuqi-Wüste grenzt an das Südufer des Gelben Flusses, der sie im Westen, Norden und Osten umgibt. Sie dehnt sich von West nach Ost über einen etwa 300 km langen Streifen aus, dessen Breite von anfänglich 100 km auf 20 bis 30 km abnimmt. Sie liegt um die 1.100 m über dem Meer auf dem nördlichen Ordos-Plateau und ist damit Teil der übergeordneten Ordos-Wüste. Mit einer Fläche von etwa 17.000 km2 ist sie die siebtgrößte Wüste Chinas und das einzige aktive Dünenfeld in den semiariden nördlichen Regionen des Landes. 80 % der bis zu 100 m hohen Dünen sind aktiv. Die Sicheldünen liegen quer zur Hauptwindrichtung WNW und wandern jährlich ungefähr 10 m von West nach Ost.
In der östlichen Wüstenregion herrscht ein gemäßigtes kontinentales Monsunklima mit 240 bis 360 mm/a Niederschlag und 2.160 mm/a potenzieller Verdunstung. Die Temperaturen sind geprägt von einer kurzen Sommerhitze und kalten Wintern. Die Extremtemperaturen liegen bei maximal 40,2 °C und minimal −34,5 °C. Es gibt durchschnittlich 58 frostfreie Tage im Jahr. Die über das Jahr gemittelte Windgeschwindigkeit beträgt 3,3 m/s (12 km/h) mit maximal 30 m/s (108 km/h) bei insgesamt 27 Tagen Sturmzeit, vorwiegend im Zeitraum von April bis Mai. Es gibt 15 Fließgewässer und reichlich Grundwasser. Die Region weist etwa 3100 Sonnenstunden pro Jahr auf.
Über das Alter und den Ursprung dieses Sandmeeres ist wenig bekannt. Geomorphologische und stratigraphische Beobachtungen deuten darauf hin, dass der holozäne äolische Sand oft über Fels und Flussterrassen aufliegt und eine palimpsestartige Landschaft bildet. Die letzte Reaktivierung der Sande fand in dem Zeitraum von vor 2200 bis 1100 Jahren statt, ausgelöst durch Ackerbau und Viehzucht. Aus dieser Epoche gibt es einige aufgegebene Siedlungen in der Kubuqi-Wüste. Auch Veränderungen im Abfluss des Gelben Flusses und Entnahmen zur Bewässerung trugen zur Dünenfelderweiterung bei.
Aufgrund starker Sandstürme ist die Kubuqi-Wüste die Hauptquelle für die Staubbelastung der Luft in der Inneren Mongolei  und dem Großraum Peking. Gelbsandstürme gelangen bis nach Südkorea und vereinzelt auch bis in die USA. Die Regionalregierung begann 1988 mit einem Aufforstungsprogramm mit schnellwachsenden und kommerziell ertragreichen Pappeln. So wurden bis Ende 2018 6460 Quadratkilometer Oberfläche kultiviert, auf einer Gesamtfläche von 3.200 km2 wächst wieder Vegetation.
Mit der Errichtung der Junma Solar Power Station 2019 wird die Wüste für die Anlage großflächiger Solarparks genutzt. Derzeit soll mit der „Großen Solar“ ein 400 Kilometer langer und 5 Kilometer breiter Solarpark mit einer Leistung von 100 GWp und einem erwarteten Ertrag von 180 Milliarden kWh jährlich entstehen. Zudem sollen Versuchsräume für Agriphotovoltaik das Potential zur landwirtschaftlichen Erschließung und Oasifizierung der Wüstenlandschaft in Erfahrung bringen. Das Vorhaben soll über 20 Millionen Menschen mit Strom versorgen können und 2030 abgeschlossen sein.